# Sokoban

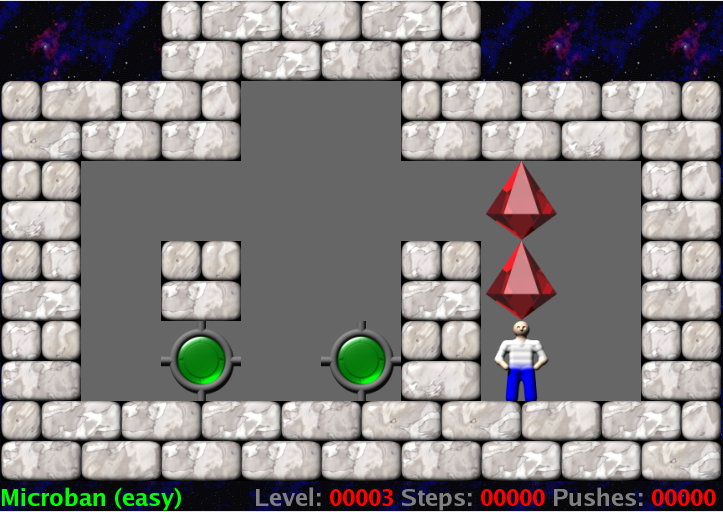
Varianta KSokoban pro KDE — hráč má za úkol posunout červené krystaly na zelená pole

Sokoban (倉庫番 Sōkoban, skladník) je logická videohra, ve které hráč posouvá bedny v bludišti a snaží se je umístit na vyznačené pozice. Bludiště je 2D mapa znázorňující rozmístění Sokobana, beden, zdí a vyznačených pozic. Není možné posouvat více beden naráz, vždy pouze jednu v daném okamžiku. Dále není možné za sebou bednu táhnout. Hra je většinou implementována jako video hra.
Sokoban byl vymyšlen v roce 1980 panem Hiroyukim Imabayshim v rámci soutěže Takarazuckých skladů o vymyšlení motivační hry pro zaměstnance. Zveřejněna byla v roce 1982 softwarovou firmou Thinking Rabbit, jejím ředitelem byl právě Imabayashi a která sídlí ve městě Takarazuka v Japonsku.

## Vybrané verze Sokobana vydané firmou Thinking Rabbit
- Sokoban (1982) s 20 koly
- Sokoban 2 (1984) s 50 koly
- Sokoban (1988) s 50 koly
- Sokoban Perfect (1989) s 306 koly
- Sokoban Revenge (1991) s 306 koly

## Implementace Sokobana
Sokoban byl naprogramován pro mnoho počítačových platforem, je možné jej hrát na téměř všech osobních počítačích, existují verze pro systémy ovládané konzolí, pro mobilní telefony, grafické kalkulačky a dokonce pro digitální fotoaparáty Canon PowerShot. 

## Varianty Sokobana
Několik logických her může být považováno za varianty Sokobana v tom smyslu, že všechny mají společné to, že používají ovládanou postavičku, která posunuje bedny v bludišti.
Alternativní podloží:
Tento typ varianty má stejná pravidla jako Sokoban, liší se pouze v použitém typu políček. Ve standardní hře je bludiště rozděleno na čtvercová políčka. Alternativami jsou například Hexoban, který využívá šestiúhelníková (hexagonální) políčka, a Trioban, který je založen na rovnostranných trojúhelnících.
Alternativy s rozdílným pojetím hlavní postavičky:
Ve variantách Multiban a Interlock hráč ovládá více postaviček. Ve variantě Enigma je do role Sokobana obsazen černý mramor.
Alternativní cíle:
Některé varianty upravují požadavky pro dokončení kola. Například v Block-o-Mania jsou bedny s různými barvami a cílem je posunout bedny na cílová políčka tak, aby si barvy odpovídaly. Sokomind Plus využívá podobnou myšlenku - s bednami a cílovými políčky, která jsou očíslována. Ve variantách Interlock a Sokolor jsou bedny opět různě obarveny, ale cílem je dosáhnout toho, aby bedny s podobnými barvami spolu sousedily. Další variantou je CyberBox, kde každé kolo má vyznačené cílové políčko, na které je potřeba se dostat. Beanstalk vyžaduje umístění objektů (lopata, nádrž s vodou, semínko fazole, zalévací konev) v daném pořadí na jedno cílové políčko.
Varianty s dalšími hracími objekty:
Sokonex, Xsok, Cyberbox a Block-o-Mania přidávají další objekty k základní variantě hry. Například jámy, teleporty, pohyblivé bloky a jednocestné průchody. V PocoManovi jsou bedny nahrazeny poklady, které se při umístění na cílové políčko promění v poklady do dalšího kola.
Rozšíření vlastností Sokobana:
Ve variantě Pukoban může postavička jak posouvat, tak táhnout bednu.